# Кубок Швейцарії з футболу 1938—1939
14-й розіграш Кубка Швейцарії, що проводився з 28 серпня 1938 по 10 квітня 1939 року. Переможцем змагань вдруге став клуб Лозанна.

## 2-й кваліфікаційний раунд
| Команда 1            | Рахунок   | Команда 2              |
| -------------------- | --------- | ---------------------- |
| 02.10.1938, 14:30    |           |                        |
| Есперанс Женева      | 2:0       | Дополоваро Женева      |
| 06.11.1938, 14:30    |           |                        |
| Альтштеттен Цюріх    | 0:1       | Лахен                  |
| Берн                 | 1:2       | Вікторія Берн          |
| Брюль Санкт-Галлен   | 5:3       | Тессфельд              |
| Конкордія Базель     | 5:3       | Муттенц                |
| Дерендінгер          | 1:2       | Ольтен                 |
| Емс                  | 1:3       | Блю Старз Цюрих        |
| Фортуна Санкт-Галлен | 0:1       | Арбон                  |
| Фрібур               | 7:0       | Трімбах                |
| Кройцлінген          | 7:1       | Тесс                   |
| Локарно              | 2:1       | Меліде                 |
| Лютербах             | 1:0       | Аврора Б'єнн           |
| Нідау                | 1:5       | Кантональ Невшатель    |
| Олімпія Базель       | 2:4       | Біршвельден            |
| Ред Стар Цюрих       | 1:5       | Адлішвіль              |
| Роршах               | 3:7       | Санкт-Галлен           |
| Шененверд            | 0:2       | Беллінцона             |
| Шаффгаузен           | 4:1       | Вульфлінген            |
| Зеєбах               | 1:2       | Генгг                  |
| Золотурн             | 1:2       | Б'єнн-Бужан            |
| Таваннес             | 4:0       | Річмонд                |
| Тун                  | 3:2       | Мінерва Берн           |
| Трамелан             | 2:3       | Конкордія Івердон      |
| Уранія Женева Спорт  | 6:1       | Стад Ньйон             |
| Веденшвіль           | 2:0       | Ювентус Цюрих          |
| Вінтертур            | 9:0       | Горґен                 |
| Волен                | 0:3       | Аарау                  |
| ФК Цуг               | 4:0       | К'яссо                 |
| Цюрих                | 1:3       | Віпкінген              |
| Баден                | 1:1 (д.ч) | Цуг                    |
| Блек Старз (Базель)  | 2:2 (д.ч) | Поррентруй             |
| Лісталь              | 1:1 (д.ч) | Алльшвіль              |
| 13.11.1938, 14:30    |           |                        |
| Унтерентфельден      | 2:4       | Тургі                  |
| 20.11.1938, 14:30    |           |                        |
| Компесірес           | 1:3       | Ла Тур-де-Пельц        |
| Форвард Морґес       | 3:0       | Амікаль Абатуар Женева |
| Монте                | 6:2       | Сьйон                  |
| Монтро-Спортс        | 4:2       | Ковет                  |
| Веве                 | 5:0       | Централ Фрібур         |
| Рененз               | 2:2 (д.ч) | Сьєр                   |

### Перегравання
| Команда 1         | Рахунок | Команда 2           |
| ----------------- | ------- | ------------------- |
| 13.11.1938, 14:30 |         |                     |
| Алльшвіль         | 1:2     | Лісталь             |
| Поррентруй        | 0:3     | Блек Старз (Базель) |
| Цуг               | 4:0     | Баден               |

## 3-й кваліфікаційний раунд
| Команда 1           | Рахунок   | Команда 2           |
| ------------------- | --------- | ------------------- |
| 20.11.1938, 14:30   |           |                     |
| Аарау               | 6:0       | Ольтен              |
| Арбон               | 0:2       | Санкт-Галлен        |
| Б'єнн-Бужан         | 1:2       | Таваннес            |
| Блек Старз (Базель) | 1:4       | Конкордія Базель    |
| Брюль Санкт-Галлен  | 5:3       | Шаффгаузен          |
| Кантональ Невшатель | 2:0       | Лютербах            |
| Конкордія Івердон   | 1:3       | Кантональ Невшатель |
| Кройцлінген         | 3:2       | Адлішвіль           |
| Лахен               | 0:2       | Блю Старз Цюрих     |
| Лісталь             | 0:6       | Біршвельден         |
| Тургі               | 2:7       | Фрібур              |
| Веденшвіль          | 1:3       | Цюрих               |
| Вінтертур           | 2:0       | Генгг               |
| Цуг                 | 4:2       | Локарно             |
| 11.12.1938, 14:30   |           |                     |
| Форвард Морґес      | 8:1       | Сьєр                |
| Монте               | 0:0 (д.ч) | Есперанс Женева     |
| Монтро-Спортс       | 4:1       | Вікторія Берн       |
| 18.12.1938, 14:30   |           |                     |
| Беллінцона          | 5:1       | ФК Цуг              |
| Веве                | 4:3 (д.ч) | Тун                 |
| Ла Тур-де-Пельц     | 2:2 (д.ч) | Уранія Женева Спорт |

### Перегравання
| Команда 1           | Рахунок | Команда 2       |
| ------------------- | ------- | --------------- |
| 01.01.1939, 14:30   |         |                 |
| Уранія Женева Спорт | 6:2     | Ла Тур-де-Пельц |

## 1/16 фіналу
З цієї стадії в гру вступили клуби Національної ліги.
| Команда 1           | Рахунок   | Команда 2           |
| ------------------- | --------- | ------------------- |
| 11.12.1938, 14:30   |           |                     |
| Санкт-Галлен        | 1:3       | Брюль Санкт-Галлен  |
| 08.01.1939, 14:30   |           |                     |
| Беллінцона          | 0:4       | Грассгоппер Цюрих   |
| Конкордія Базель    | 2:3       | Базель              |
| Есперанс Женева     | 0:4       | Лозанна             |
| Форвард Морґес      | 0:6       | Серветт Женева      |
| Гренхен             | 4:1       | Таваннес            |
| Кройцлінген         | 1:2       | Янг Фелловз Цюрих   |
| Ла Шо-де-Фон        | 2:1       | Уранія Женева Спорт |
| Лугано              | 2:1       | Цюрих               |
| Вінтертур           | 0:3       | Люцерн              |
| Біршвельден         | 2:2 (д.ч) | Блю Старз Цюрих     |
| Кантональ Невшатель | 0:0 (д.ч) | Біль-Б'єнн          |
| Монтро-Спортс       | 2:2 (д.ч) | Веве                |
| 22.01.1939, 14:30   |           |                     |
| Фрібур              | 4:0       | Кантональ Невшатель |
| 29.01.1939, 14:30   |           |                     |
| Янг Бойз            | 4:2       | Аарау               |
| Цуг                 | 1:7       | Нордштерн Базель    |

### Перегравання
| Команда 1         | Рахунок | Команда 2           |
| ----------------- | ------- | ------------------- |
| 22.01.1939, 14:30 |         |                     |
| Блю Старз Цюрих   | 2:0     | Біршвельден         |
| 29.01.1939, 14:30 |         |                     |
| Біль-Б'єнн        | 5:2     | Кантональ Невшатель |
| Веве              | 7:1     | Монтро-Спортс       |

## 1/8 фіналу
| Команда 1         | Рахунок   | Команда 2          |
| ----------------- | --------- | ------------------ |
| 29.01.1939, 14:30 |           |                    |
| Базель            | 1:3       | Брюль Санкт-Галлен |
| Блю Старз Цюрих   | 0:5       | Грассгоппер        |
| Ла Шо-де-Фон      | 0:1       | Янг Бойз           |
| Серветт Женева    | 4:1       | Фрібур             |
| 06.02.1939, 14:30 |           |                    |
| Лозанна           | 2:0       | Гренхен            |
| Веве              | 2:1       | Біль-Б'єнн         |
| Янг Фелловз Цюрих | 0:1       | Лугано             |
| Люцерн            | 1:1 (д.ч) | Нордштерн Базель   |

### Перегравання
| Команда 1         | Рахунок | Команда 2 |
| ----------------- | ------- | --------- |
| 13.02.1939, 14:30 |         |           |
| Нордштерн Базель  | 2:1     | Люцерн    |

## Чвертьфінали
| Команда 1          | Рахунок   | Команда 2 |
| ------------------ | --------- | --------- |
| 19.02.1939, 14:30  |           |           |
| Брюль Санкт-Галлен | 3:2 (д.ч) | Веве      |
| Грассгоппер        | 4:0       | Янг Бойз  |
| Нордштерн Базель   | 3:2       | Лугано    |
| Серветт Женева     | 1:2       | Лозанна   |

## Півфінали
| Команда 1         | Рахунок   | Команда 2          |
| ----------------- | --------- | ------------------ |
| 05.03.1939, 14:30 |           |                    |
| Нордштерн Базель  | 3:0       | Брюль Санкт-Галлен |
| Лозанна           | 1:1 (д.ч) | Грассгоппер        |

### Перегравання
| Команда 1         | Рахунок | Команда 2   |
| ----------------- | ------- | ----------- |
| 07.04.1939, 14:30 |         |             |
| Лозанна           | 2:0     | Грассгоппер |

## Фінал
Фінальний матч був зіграний 10 квітня 1939 на стадіоні «Ванкдорф» у Берні.
| Команда 1         | Рахунок | Команда 2        |
| ----------------- | ------- | ---------------- |
| 10.04.1939, 15:00 |         |                  |
| Лозанна           | 2:0     | Нордштерн Базель |